# Ладьян
Ладья́н (лат. Corallorhiza) — род многолетних травянистых растений, включённый в трибу Калипсовые (Calypsoeae) семейства Орхидные (Orchidaceae).

## Ботаническое описание
Представители рода — многолетние микогетеротрофы без листьев. Корневище, по форме напоминающее коралл, мясистое, сильно разветвлённое, без корней. Стебель прямостоячий, светло-жёлтого, сиреневого или коричневого цвета.
Цветки собраны по 2—41 на конце стебля в кистевидное соцветие, жёлтые, коричневые или фиолетовые. Прицветники плёнчатые, треугольно-ланцетовидной формы. Чашечка состоит из свободных ланцетовидных чашелистиков. Лепестки венчика ланцетовидной или обратнояйцевидной формы, обычно заострённые к концу. Губа простая или неглубоко разделённая на три доли.
Плод — повислая, ребристая, в очертании эллиптическая или яйцевидная коробочка. Семена веретеновидной формы.

## Ареал
Большая часть видов рода распространена в Северной и Центральной Америке. Один вид широко распространён в бореальных районах всего Северного полушария.

## Таксономия
|  |                                      |  |                                                         |                                                         |                    |  | ещё 13 семейств (согласно Системе APG III) |                     |                     |          |
|  |                                      |  |                                                         |                                                         |                    |  |                                            |                     |                     | 11 видов |
|  |                                      |  |                                                         | порядок Спаржецветные                                   |                    |  |                                            |                     | род Ладьян          |          |
|  |                                      |  |                                                         | порядок Спаржецветные                                   |                    |  |                                            |                     | род Ладьян          |          |
|  | отдел Цветковые, или Покрытосеменные |  |                                                         |                                                         | семейство Орхидные |  |                                            |                     |                     |          |
|  | отдел Цветковые, или Покрытосеменные |  |                                                         |                                                         |                    |  |                                            |                     |                     |          |
|  |                                      |  | ещё 58 порядков цветковых растений (по Системе APG III) | ещё 58 порядков цветковых растений (по Системе APG III) |                    |  |                                            | ещё около 880 родов | ещё около 880 родов |          |
|  |                                      |  |                                                         | ещё 58 порядков цветковых растений (по Системе APG III) |                    |  |                                            |                     | ещё около 880 родов |          |

### Синонимы
- Cladorhiza Raf., 1828, nom. superfl.
- Rhizocorallon Gagnebin, 1755, nom. altern.

### Виды
По информации базы данных The Plant List, род включает 11 видов:
- Corallorhiza bentleyi Freudenst., 1999
- Corallorhiza bulbosa A.Rich. & Galeotti, 1845
- Corallorhiza ekmanii Mansf., 1929
- Corallorhiza macrantha Schltr., 1918
- Corallorhiza maculata (Raf.) Raf., 1817
- Corallorhiza mertensiana Bong., 1833
- Corallorhiza odontorhiza (Willd.) Nutt., 1818
- Corallorhiza striata Lindl., 1840
- Corallorhiza trifida Châtel., 1760, nom. nov. — Ладьян трёхнадрезный
- Corallorhiza williamsii Correll, 1941
- Corallorhiza wisteriana Conrad, 1829